# Mayo Kébbi (Fluss)
Der Mayo Kébbi, auch Mao Kebi oder Kabia, ist ein Fluss im Tschad und in Kamerun.

## Verlauf
Seine Quellen liegen an der Grenze des Tschads zu Kamerun, an den nordöstlichen Flanken des Hochlands von Adamaua. Am Oberlauf durchfließt der Mayo Kébbi den Tikem- und den N’gara-See und ist über den Fianga-See mit dem Logone verbunden. Vom Logone erhält der Mayo Kébbi über eine großflächige Überschwemmungsebene einen wesentlichen Anteil seiner Wassermassen.
Der Fluss weist eine scharfe Trennung von Oberlauf und Unterlauf auf, diese entsteht durch eine Reihe von Stromschnellen und zweier größerer Wasserfälle, die insgesamt einen Höhenunterschied von 110 Metern überwinden und zusammenfassend die Gauthiot-Wasserfälle genannt werden. Der Kebi mündet etwa 14 km östlich der Stadt Garoua in einem breiten Mündungsdelta in den Benue.
Nach ihm sind die Provinzen Mayo-Kebbi Ouest und Mayo-Kebbi Est im Tschad benannt, die er durchfließt.

## Hydrometrie
Die Durchflussmenge des Flusses wurde an der Station Cossi in m³/s gemessen

## Mega-Tschad
Die Verbindung zwischen Logone und Mayo Kébbi über die Überschwemmungsebene entspricht dem Ausfluss aus dem historischen Mega-Tschadsee in seiner maximalen Ausdehnung vor mehr als 5000 Jahren. Somit stellt der Mayo Kébbi eine Verbindung zum heute endorheischen Tschadbecken her, was das Einzugssystem der Niger um 2,434 Mio. km² vergrößerte. Diese Verbindung ist vermutlich die Ursache für das Vorkommen von Afrikanischen Manatis in den Zuläufen des an sich vom Meer her abgeschnittenen Tschadsees.

## Schutzgebiete
Die Überschwemmungsebene des Longone wurde vom Tschad unter dem Titel Plaines d’inondation du Logone et les dépressions Toupouri unter dem Schutz der Ramsar-Konvention gestellt.
Am Unterlauf bewässert der Mayo Kébbi den Tréné-See und den Léré-See, die Teil des Wildtierreservat Binder-Léré sind und in dem eine Population des seltenen Afrikanischen Manati lebt.